# Værktøjslinje
En værktøjslinje (engelsk toolbar) er et område i et program-vindue, der indeholder værktøjer. De værktøjer der er i området bliver normalt vist som forskellige ikoner der giver adgang til udvalgte software-funktioner. Mange programmer har for eksempel værktøjsikoner til at oprette, åbne, gemme og udskrive. Traditionelt er alle et programs funktioner tilgængelige gennem et menusystem. Nogle funktioner der anvendes ofte, er det praktisk at have let tilgængelige, som værktøjsikoner i en værktøjslinje.
Et værktøjsikon kan også fungere som en indikator. I et tekstbehandlingsprogram kan værktøjsikonerne for fremhævet, understreget, tekstjustering, tekstfarve osv. mere direkte vise de aktuelle indstillinger.